# Тедер, Леонид Оскарович
Леонид Оскарович Тедер (эст. Leonid Teder, 27 июня 1923, Симферополь — 7 января 2017, Таллинн, Эстония) — советский и эстонский инженер, конструктор первых советских автомобильных ремней безопасности.

## Биография
Родился 27 июня 1923 года в Симферополе. Там же окончил среднюю школу, 13 июня 1941 года получил аттестат и вместе с родителями уехал на их родину в Эстонию.
В 1943—1945 гг. служил в немецкой армии по мобилизации. В 1945—1946 гг. содержался в лагере НКВД в Данциге, затем был отпущен.
В 1947 г. поступил на механический факультет Таллинского политехнического института и после его окончания (1952) был направлен на Тартуский завод сельскохозяйственных машин «Выйт», где дослужился до должности главного инженера.
С 1959 года работал в Таллине, главный инженер конструкторского бюро Минместхоза ЭССР, которое в 1963 г. преобразовано в Проектно-технологический и художественно-конструкторский институт (ПТХКИ).
С 1969 г. занимался разработкой автомобильных ремней безопасности. В январе 1973 года представил министру местной промышленности ЭССР Владимиру Кяо изделия, которые получили название РБ-5 и РБ-6, в феврале того же года на автополигоне НАМИ в Москве прошли их успешные испытания.
В августе 1973 года вышло постановление Совмина СССР, обязывающее эстонский завод «Норма» наладить массовый выпуск ремней безопасности. На этот завод перешёл и Леонид Тедер на должность заместителя главного инженера. На «Норме», реорганизованной в 1980 г. в Производственное объединение, он работал до выхода на пенсию.
Умер в Таллине 7 января 2017 года.
Заслуженный инженер Эстонской ССР. Лауреат Государственной премии Эстонской ССР и премии Совета Министров Эстонской ССР. Награждён медалями ВДНХ.